# 安徽国际商务职业学院
安徽国际商务职业学院是一所位于安徽省合肥市的高等院校，学校始建于1980年，位于安徽池州，校名为安徽省对外贸易学校，隶属于中国外经贸部。

## 简介
学校位于安徽省合肥市长丰县双凤经济开发区。共设有三个学院和两个科系。

## 学院
国际贸易学院、商贸流通学院、继续教育学院、商务外语系、信息服务系、财会金融系、公共管理系、思政教研部、中职教育部。

## 校区
安徽国际商务职业学院原名安徽省对外经济贸易学校，老校区在包河区，目前跟滨湖集团合作，将老校区的校舍开发为罍街三期。校方参与了罍街AS·1980的开街仪式。